# 3. Festival des politischen Liedes
3. Festival des politischen Liedes es un álbum en directo de canción protesta y folk rock interpretado por artistas de diversas nacionalidades, grabado el 13 y 19 de febrero de 1972 en el contexto de la tercera versión del Festival de la canción política (en alemán: Festival des politischen Liedes) organizado por la Juventud Libre Alemana (FDJ) en el este de Berlín, en la época de la República Democrática Alemana.
Los únicos tres intérpretes de habla hispana en el álbum son los chilenos Quilapayún, el cantautor cubano Silvio Rodríguez, importantes exponentes de la Nueva Canción Chilena y la Nueva Trova, respectivamente; además de Basta, quienes interpretan un tema del uruguayo Daniel Viglietti.

## Lista de canciones
| Lado A |                                                          |                                       |                                          |          |  |
| N.º    | Título                                                   | Música                                | Intérprete                               | Duración |  |
| 1.     | «Lied Vom Vaterland»                                     | Reinhold Andert                       | Oktober-Klub Berlin                      | 4:01     |  |
| 2.     | «Har Ni Hört, Kamrater» («Habt Ihr Gehört, Genossen»)    | Forslund, Idering, Ringbom, Ohrlander | Fria Proteatern                          | 2:30     |  |
| 3.     | «Ballade Von Hans Dickhoff»                              | Dieter Süverkrüp                      | Dieter Süverkrüp                         | 4:53     |  |
| 4.     | «Kenen Joukoissa Seisot» («Auf Welcher Seite Stehst Du») | Kaj Chydenius, Aulikki Oksanen        | Agit-Prop, KOM-Theater                   | 2:33     |  |
| 5.     | «Fusil contra fusil» («Waffen Gegen Waffen»)             | Silvio Rodríguez                      | Silvio Rodríguez                         | 2:44     |  |
| 6.     | «Loschadi W Okeanje» («Pferde Im Ozean»)                 | W. Berkowskij, B. Slutzkij            | quinteto de Sergej Nikitin               | 2:44     |  |
| 7.     | «Befria Södern» («Hymne Der FNL»)                        | Huynh Minh Sieng                      | Fria Proteatern, estudiantes vietnamitas | 2:14     |  |
| 21:39  |                                                          |                                       |                                          |          |  |

| Lado B |                                 |                                          |                     |          |  |
| N.º    | Título                          | Música                                   | Intérprete          | Duración |  |
| 1.     | «Por Vietnam» («Für Vietnam»)   | Eduardo Carrasco, Jaime Gómez            | Quilapayún          | 2:29     |  |
| 2.     | «Lang Lebe Bangladesh»          | Bhupen Hazarika                          | Bhupen Hazarika     | 2:15     |  |
| 3.     | «Camilo Torres»                 | Daniel Viglietti                         | Basta               | 2:08     |  |
| 4.     | «Zigeunerlied»                  | Istvan Mikó, Karoly Bari                 | Kalaka              | 3:12     |  |
| 5.     | «Europavalsen» («Europawalzer») | Arne Würgler, Benny Holst, Jesper Jensen | Agitpop             | 3:08     |  |
| 6.     | «Wem Soll Getraut Werden»       | Die Conrads, Peter Maiwald               | Die Conrads         | 4:13     |  |
| 7.     | «Friedenslied»                  | Wolfram Heicking, Reinhold Andert        | Oktober-Klub Berlin |          |  |

## Créditos[3]
- Peter Porsch: diseño
- Gerhard Kossatz: ingeniero
- Karl Heinz Ocasek: productor musical